# Franciszek Witeszczak
Franciszek Witeszczak (ur. 1 lutego 1890 w Starym Samborze, zm. 2 października 1945 w Sanoku) – duchowny rzymskokatolicki, kapelan, działacz społeczny.

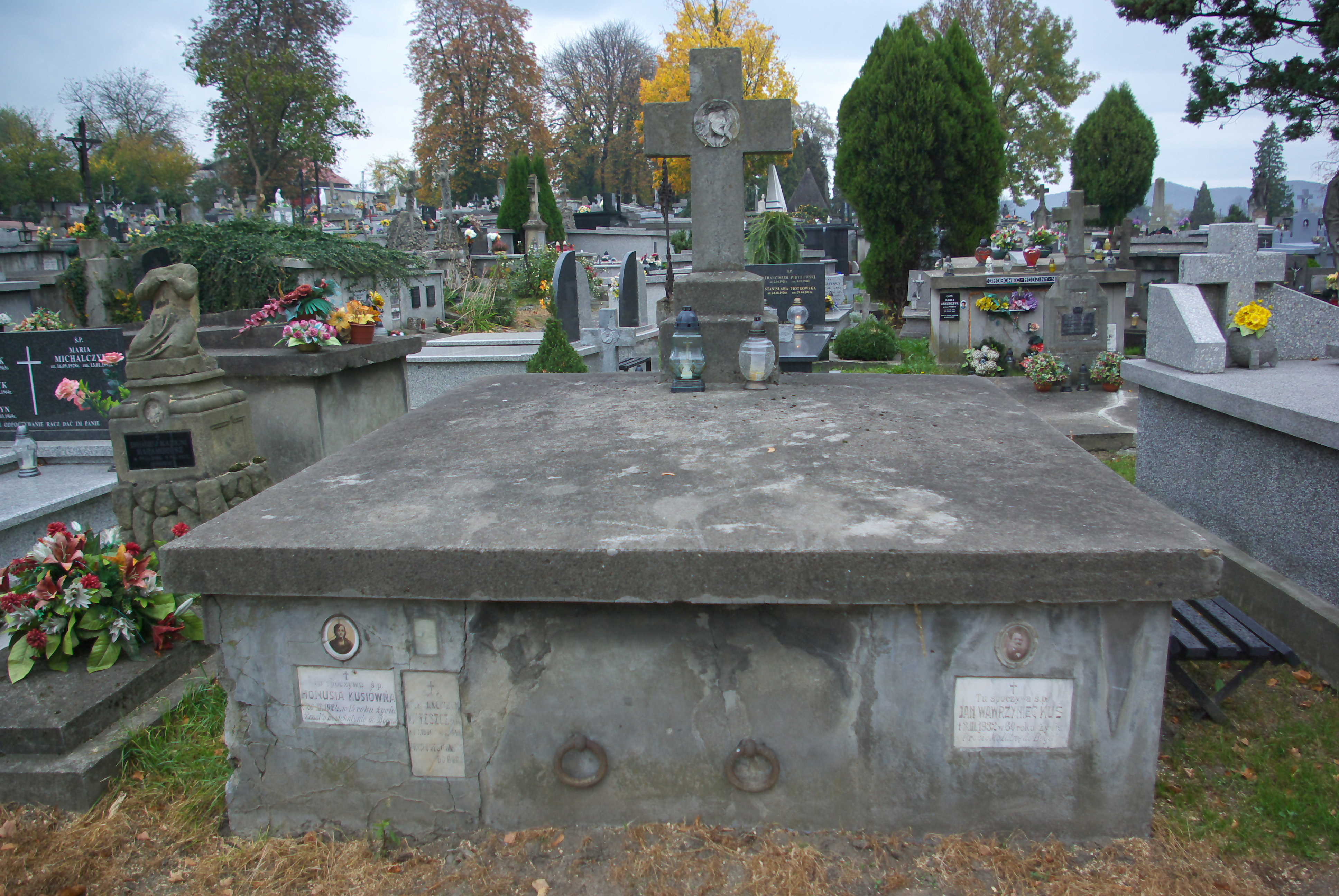
Nagrobek rodziny Kuś i ks. Franciszka Witeszczaka na cmentarzu w Sanoku

## Życiorys
Urodził się 1 lutego 1890 w Starym Samborze. Był synem Wojciecha i Marii.
W 1910 ukończył C. K. Gimnazjum z wykładowym językiem polskim w Przemyślu. Jako alumn Seminarium Duchownego w Przemyślu w połowie 1914 otrzymał sakrament święceń kapłańskich. W przemyskim seminarium ukończył studia wyższe teologiczne. Od 1914 do 1917 pracował w szkolnictwie jako ksiądz katecheta w Bieczu. W tym okresie podczas I wojny światowej był wikarym w tamtejszej Parafii Bożego Ciała, działającej w świątyni pod tym wezwaniem. W 1917 został przeniesiony z Biecza do Dydni. Jako wikary z Biecza w 1917 został powołany do wojskowej służby duszpasterskiej w C. K. Armii. Odbywał służbę wojskową na froncie włoskim. Według stanu ewidencji c. k. armii z 1918 był wikarym polowym w rezerwie i przebywał w Dydni.
Pod koniec 1918 jako były kapelan wojskowy został mianowany zastępcą katechety w szkole wydziałowej żeńskiej w Sanoku. W pierwszej połowie 1920 został mianowany stałym katechetą szkoły wydziałowej w Sanoku. Po odzyskaniu przez Polskę niepodległości został awansowany do stopnia kapelana rezerwy Wojska Polskiego ze starszeństwem z 1 czerwca 1919. W okresie II Rzeczypospolitej był kapłanem parafii pw. Przemienienia Pańskiego w Sanoku, działającej w kościele pod tym wezwaniem. Odprawiał nabożeństwa dla kuracjuszy sanatorium dr. Stanisława Domańskiego. W Sanoku pełnił funkcję nauczyciela-katechety w szkołach (m.in. w Szkole Żeńskiej nr 4 im. Królowej Jadwigi, Miejskim Prywatnym Seminarium Nauczycielskim Żeńskim), był także był kapelanem w miejscowym szpitalu.
W 1927 otrzymał wyróżnienie Expositorium Canonicale. Pod koniec 1938 został odznaczony Złotym Krzyżem Zasługi
W Sanoku udzielał się na polu kulturalno-oświatowym. Działał w zarządach sanockich kół Towarzystwa Szkoły Ludowej (pełnił funkcję sekretarza) i Towarzystwa Polskiej Ochronki Dzieci Chrześcijańskich w Sanoku (od 1931, wiceprezes). Pełnił funkcję kapelana Związku Harcerek. Sprawował posadę prezesa Sekcji Wyznaniowej w Sekretariacie Porozumiewawczym Polskich Organizacji Społecznych. Był członkiem sanockiego gniazda Polskiego Towarzystwa Gimnastycznego „Sokół”: 1924, 1939. Był członkiem wspierającym Katolicki Związek Młodzieży Rękodzielniczej i Przemysłowej w Sanoku. W latach 20. był członkiem zarządu ekspozytury powiatowej w Sanoku Polskiego Towarzystwa Opieki nad Grobami Bohaterów. W 1930 wygrywał nagrody w losowaniach za rozwiązanie łamigłówek czasopisma „Ziemia Przemyska”. 28 stycznia 1934 został wybrany zastępcą skarbnika zarządu koła Towarzystwa Nauczycieli Szkół Wyższych w Sanoku. Podczas Walnego Zgromadzenia Polskiej Centralnej Kasy Kredytu Bezprocentowego 20 czerwca 1937 w Warszawie został wybrany do rady tejże.
Sprawował mandat radnego w Radzie Miejskiej w Sanoku jako przedstawiciel duchowieństwa (wybrany w 1939). Przed 1939 zamieszkiwał w Sanoku przy ulicy Dworcowej 5. Po wybuchu II wojny światowej 1939 podczas okupacji niemieckiej pracował jako katecheta w Polskiej Szkole Handlowej (Polnische Öffentliche Handelsschule). Po zakończeniu działań wojennych w dniu 25 września 1944 z ramienia Koła Demokratycznego został wybrany delegatem do Tymczasowej Powiatowej Rady Narodowej w Sanoku.
Zmarł 2 października 1945 w szpitalu w Sanoku. Został pochowany w grobowcu rodziny Kuś na cmentarzu przy ul. Rymanowskiej w Sanoku.